# Provincia de Mostaganem
La provincia de Mostaganem (en árabe: ولاية مستغانم) es una provincia (valiato) de Argelia. Su capital es la ciudad de Mostaganem.

## Municipios con población de abril de 2008
- Abdelmalek Ramdane 13,607
- Achaacha 34,789
- Aïn Boudinar 6,060
- Aïn Nouïssy 14,530
- Aïn Sidi Cherif 9,748
- Aïn Tedles 38,823
- Bouguirat 31,469
- El Hassaine 9,680
- Fornaka 16,543
- Hadjadj17,330
- Hassi Mameche 28,790
- Khadra 14,045
- Kheireddine 27,606
- Mansourah 18,216
- Mazagran 22,016
- Mesra 25,196
- Mostaganem 145,696
- Nekmaria 10,446
- Oued El Kheir 17,359
- Ouled Boughalem 13,761
- Ouled Maallah 9,576
- Safsaf 13,980
- Sayada 28,675
- Sidi Ali 37,230
- Sidi Belattar 6,794
- Sidi Lakhdar 34,612
- Sirat 21,677
- Souaflia 17,223
- Sour 22,673
- Stidia 11,965
- Tazgait 9,410
- Touahria 7,593

## División administrativa
La provincia está dividida en 10 dairas (distritos), que a su vez se dividen en 32 comunas (ciudades). Algunas de las comunas son: Ain Nouissi, Ain Tadles y Tazgait.

### Dairas
- Hassi Mamèche
- Aïn Tédelès
- Bouguirat
- Sidi Ali
- Achacha
- Aïn Nouïssy
- Masra
- Kheïr Eddine
- Sidi Lakhdar
- municipalidad distrital: Mostaganem